# Katalin Petrik
Katalin Petrik (Miskolc, 6 aprile 1963) è un'ex cestista ungherese.

## Carriera
Con l'Ungheria ha disputato due edizioni dei Campionati europei (1981, 1983), vincendo una medaglia di bronzo.